# زبان گرگانی
زبان گرگانی یا جرجانی زبان منقرض‌شده شهر گرگان در شمال ایران در همسایگی زبان مازندرانی است. نوشته‌های جنبش حروفیه به این زبان در سده‌های ۱۴ و ۱۵ باقی مانده‌است.